# The Sweetest Illusion
The Sweetest Illusion – trzeci studyjny album solowy Basi wydany w 1994 roku przez Epic Records.

## Tło
Prace nad płytą zajęły 2,5 roku. Nagrywanie utworów odbywało się w studiach w Londynie, a mastering w Nowym Jorku. Materiał ten był zwrotem ku bardziej wyrafinowanym brzmieniom, zastępując elektronicznie wygenerowane dźwięki żywymi instrumentami. Tym razem polskie słowa pojawiają się w utworach „Yearning” i „An Olive Tree”.
Nagranie „More Fire Than Flame” pojawiło się jako singel w Japonii w 1993 roku, a wiosną 1994 balladę „Yearning” wydano jako pierwszy oficjalny singel w USA. Taneczna piosenka „Drunk on Love” spotkała się z dużą popularnością w klubach i dotarła do 1. miejsca amerykańskiej listy klubowej Hot Dance Club Songs.
Krążek ukazał się najpierw w Japonii 28 kwietnia 1994, a następnie 3 maja w innych krajach. Płyta spotkała się ze szczególnie pozytywnym przyjęciem w Japonii, gdzie była największym sukcesem komercyjnym Basi i pokryła się platyną. W Stanach Zjednoczonych nie dorównała ona popularnością poprzednim krążkom, choć uzyskała certyfikat złotej za sprzedaż ponad pół miliona kopii. W 2016 roku niezależne brytyjskie wydawnictwo Cherry Red Records wydało trzypłytową reedycję albumu, zawierającą dodatkowo wersje instrumentalne i remiksy.

## Lista piosenek
Wszystkie utwory zostały napisane przez Basię Trzetrzelewską oraz Danny'ego White'a, o ile nie podano inaczej.
1. „Drunk on Love” (Trzetrzelewska, White, Peter Ross) – 4:46
2. „Third Time Lucky” – 5:01
3. „Yearning” – 5:22
4. „She Deserves It/Rachel's Wedding” (feat. Trey Lorenz) – 4:52
5. „An Olive Tree” (Kevin Robinson, Trzetrzelewska, White) – 5:01
6. „The Sweetest Illusion” (Trzetrzelewska, White, Ross) – 4:58
7. „Perfect Mother” – 3:50
8. „More Fire Than Flame” (Trzetrzelewska, White, Ross) – 4:13
9. „Simple Pleasures” – 4:53
10. „My Cruel Ways” – 4:54
11. „The Prayer of a Happy Housewife” – 4:56

## Pozycje na listach
| Kraj              | Lista         | Najwyższa pozycja | Certyfikat      |
| ----------------- | ------------- | ----------------- | --------------- |
| Francja           | Top Albums    | 39                |                 |
| Japonia           | Oricon        | 6                 | platynowa płyta |
| Stany Zjednoczone | Billboard 200 | 27                | złota płyta     |